# Monistrol-sur-Loire
Monistrol-sur-Loire je francouzská obec v departementu Haute-Loire v regionu Auvergne. V roce 2009 zde žilo 8 677 obyvatel. Je centrem kantonu Monistrol-sur-Loire.